# اعلامیه حقوق بشر اتحادیه کشورهای جنوب شرق آسیا

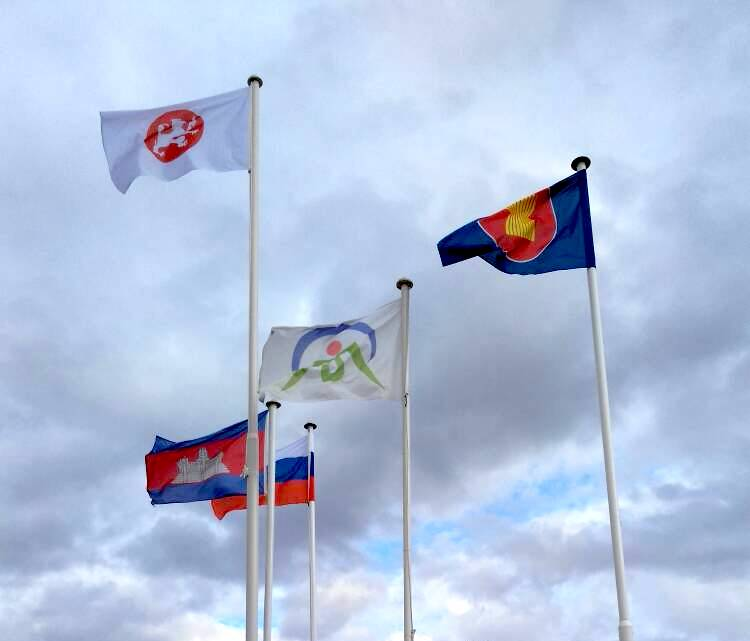
اتحادیه کشورهای جنوب شرق آسیا، یادبود هیو نیتن ایچی ریو، روابط روسیه و آسه‌آن در سال ۲۰۱۶

اعلامیه حقوق بشر اتحادیه کشورهای جنوب شرق آسیا (انگلیسی: ASEAN Human Rights Declaration) در ۲۰۰۹ اتحادیه کشورهای جنوب شرق آسیا(ASEAN) این نهاد را تأسیس کرد. در نیمه سال ۲۰۱۲ کمیسیون اعلامیه حقوق بشر اتحادیه کشورهای جنوب شرق آسیا تهیه شد. این اعلامیه در جلسه ۱۸ نوامبر ۲۰۱۲ در پنوم‌پن کامبوج به اتفاق آرای اعضای ASEAN به تصویب رسید. در این اعلامیه، تعهدات ملل عضو اتحادیه کشورهای جنوب شرق آسیا در مورد حقوق بشر ۶۰۰ میلیون نفر توضیح داده شده است، این اعلامیه شامل ۶ ماده و ۴۰ پاراگراف است.
پنج ماده اول تصریح می‌کند که حقوق بشر به "هر شخص" تعلق دارد، و به‌طور خاص تأکید می‌کند که "زنان، کودکان، سالمندان، معلولان، کارگران مهاجر و گروه‌های آسیب پذیر و حاشیه نشین " مشمول این حقوق هستند. (بند ۵) از ماده ۱۰ مستقیماً تأکید دارد بر "همه حقوق مدنی و سیاسی طرح شده در اعلامیه جهانی حقوق بشر" که " به تفصیل در مواد ۱۱ تا ۲۵ آمده است. همچنین ماده ۲۶ بعد آن تصریح می‌کند " همه حقوق اقتصادی، اجتماعی و فرهنگی مطروحه در اعلامیه جهانی را دربرگرفته و لازم‌الاجرا است، "علاوه بر این در ماده‌های ۲۷ تا ۳۴ نیز شرح داده شده است. اعلامیه حقوق بشر ASEAN فراتر از اعلامیه جهانی با بیانی صریح" حقابه آشامیدنی سالم و بهداشت "(ماده ۲۸. ه) ،" حق یک محیط امن و تمیز و پایدار "(ماده ۲۸. ف)، حفاظت و جلوگیری از تبعیض در معالجه" را تضمین می‌کند. همچنین به موجب (ماده ۲۹) از افرادی که به بیماری‌های عفونی، منجمله اچ‌آی‌وی/ایدز "مبتلا هستند حمایت می‌کند،" حق توسعه … با هدف کاهش فقر، محافظت و پایداری محیط زیست … (بند. ۳۶)، و حق صلح (ماده ۳۰) را نیز در اعلامیه شامل می‌شود.
با این حال، کمیسیون حقوق بشر در روند تهیه پیش نویس به دلیل عدم شفافیت و عدم مشورت با جامعه مدنی آسه‌آن (اتحادیه کشورهای جنوب شرق آسیا) مورد انتقاد گسترده قرار گرفت. این اعلامیه توسط جامعه مدنی ASEAN، سازمان‌های بین‌المللی حقوق بشر مانند عفو بین‌الملل و دیده‌بان حقوق بشر، وزارت امور خارجه ایالات متحده، و کمیساریای عالی حقوق بشر سازمان ملل متحد مورد انتقاد قرار گرفته است. دیده‌بان حقوق بشر آن را «اعلامیه اختیارات دولت مبدل را به عنوان اعلامیه حقوق بشر» توصیف کرده است. جوامع مدنی آسه‌آن خاطرنشان کرده‌اند که: «در این اعلامیه چندین حقوق اساسی و آزادیهای اساسی از جمله حق آزادی اجتماعات و حق رهایی از ناپدید شدن اجباری وجود ندارد. در نتیجه» می‌توان با سوء استفاده از آن، حقوق بشر تضعیف شود، منجمله «تحقق حقوق بشر باید در سطح منطقه‌ای و ملی در نظر گرفته شود» " (ماده ۷)، چه بسا ممکن است حقوق بشر صرفاً برای حفظ «امنیت ملی» باشد، علاوه بر ماده ۸ «اخلاق عمومی» دقیق تعریف شده.
وزارت امور خارجه ایالات متحده آمریکا و کمیساریای عالی حقوق بشر سازمان ملل متحد از این اعلامیه استقبال کردند، اما برای آن با قید و شرط‌های اساسی منظور کردند. وزارت امور خارجه آمریکا «از اصل» بیانیه و از «تلاشهای آسه‌ان (ASEAN) برای تدوین یک اعلامیه منطقه‌ای حقوق بشر» حمایت کرد، اما ابراز نگرانی خود را نسبت به به‌کارگیری مفهوم «نسبی‌گرایی فرهنگی»... ، ابراز داشت آنچنانکه این قوانین می‌توانند حقوق بشر بین‌الملل را با توصیفات ناقصی که در اعلامیه ذکر شده است مقصر بدانند، فی‌المثل محدودیت‌های جدیدی که در مورد حقوق و زبان اعمال شده است و در نتیجه حقوق فردی، مشمول حق وتوی گروهی می‌شود. در این رابطه کمیساریای عالی حقوق بشر سازمان ملل متحد. از تعهد تازه رهبران کشورهای آسیای جنوب شرقی نسبت به هنجارهای جهانی حقوق بشر خبر داد.